# Daniel Dreffling
Daniel Knutsson Deffling (Drefling), död 1676 i Stora Kopparbergs församling i Falun, var en svensk ämbetsman.

## Biografi
Dreffling var aktiv inom svensk bergshantering. Han blev geschworner vid Stora Kopparbergs bergslag 1657 och var bergmästare i Västerbottens bergslag 1663-1674. En period 1663-1664 var han tillförordnad bergmästare vid Stora Kopparbergs bergslag vars ordinarie  befattningshavare han var 1674-1676. 
Dreffling gjorde en lång resa för studier av tyska bergverk och holländsk kopparhandel som han skildrat i rapporter Bergskollegium. Som bergmästare vid Västerbottens bergslag ansvarade han bl.a. för Luleå silververk med gruvor i Kedkevare och Alkavare samt hytta i Kvikkjokk.